# Coddington (Cheshire)
Coddington – wieś i civil parish w Anglii, w hrabstwie ceremonialnym Cheshire, w dystrykcie (unitary authority) Cheshire West and Chester. W 2001 roku civil parish liczyła 78 mieszkańców. Coddington jest wspomniana w Domesday Book (1086) jako Cotintone.